# Monkeyshines
Monkeyshines ist vermutlich der erste Film, der in den Vereinigten Staaten gedreht wurde. Es handelt sich um einen experimentellen Film, der eine frühe Version des Kinetographen des Edison-Labors testen sollte. Der Film wurde von William K. L. Dickson und William Heise gedreht.

## Handlung
In dem nur wenige Sekunden dauernden Film ist eine verschwommene weiße Figur zu sehen, die große Gesten ausführt.

## Produktionsgeschichte
Seit 1887 arbeitete Thomas Alva Edison an der Idee, ein Gerät zu entwickeln, das „bewegte Bilder“ aufzeichnen und wiedergeben konnte. Mit den Entwicklungsarbeiten an dem Kinetoskop genannten Gerät wurde im Herbst 1888 der schottische Ingenieur William K. L. Dickson beauftragt, der als Amateurfotograf die nötigen Erfahrungen einbringen konnte. Analog zu Edison Phonograph, auf dem Musik und Sprache auf einer Wachswalze aufgezeichnet werden konnte, konstruierte Dickson zunächst ein Gerät, mit dem Einzelbilder auf einer speziell präparierten Walze aufgenommen werden konnten.
Edison hatte bereits 1889 eine Beschreibung der Apparatur bei dem US-amerikanischen Patentamt hinterlegt. 1896 reichte er drei Filme bei dem Patentamt als Beweis für die Funktionsfähigkeit der zylindrischen Filmkamera ein, nachdem seine Patentansprüche für die Erfindung des Kinetoskops in Frage gestellt worden waren. Bei diesen Filmen handelt es sich um die Streifen Monkeyshines No. 1, 2 und 3, die nur für interne Tests gedacht waren und nie öffentlich vorgeführt wurden; sie sollten lediglich das neue Kamerasystem überprüfen.
Es ist wissenschaftlich noch nicht eindeutig geklärt, ob Monkeyshines Nr. 1 bereits 1889 mit John Ott oder 1890 mit G. Sacco Albanese als Darsteller gedreht wurde. Beide waren Mitarbeiter des Labors und für beide Varianten gibt es Indizien, die dafür sprechen. Während der Filmhistoriker Paul Spehr davon ausging, dass Dickson Monkeyshines No. 1 im Juni 1889 produziert hatte,
verweist Dickson-Biograf Gordon Hendricks auf Dicksons eigene Notizen, wonach der Film im November 1890 entstanden sei. Filmhistoriker wie Charles Musser oder David Robinson bestätigen Hendricks Datierung.
Kurz nach Fertigstellung der Monkeyshines-Filme gaben Edison und Dickson die Idee des zylindrischen Anordnung des Filmmaterials auf und arbeiteten stattdessen mit Rollfilmen. Im Mai 1891 wurde schließlich ein Prototyp des Kinetoskops fertiggestellt, mit dem Edison die kommerzielle Nutzung der Erfindung vorbereitete.
Die 1896 von Edison eingereichten Filmstreifen der Monkeyshines werden heute in der Library of Congress aufbewahrt.